# Yazgüneşi, Viranşehir
Yazgüneşi là một xã thuộc huyện Viranşehir, tỉnh Şanlıurfa, Thổ Nhĩ Kỳ. Dân số thời điểm năm 2011 là 958 người.